# Krupp-Druckenmüller
Krupp-Druckenmüller war ein Berliner Traditionsunternehmen der Stahlbaubranche, das unter verschiedenen Bezeichnungen von 1865 bis 2002, also insgesamt über einen Zeitraum von 137 Jahren, bestand.

## Geschichte
Gegründet wurde der Betrieb im Jahr 1865 durch den deutschen Ingenieur August Druckenmüller (1840–1896). Zunächst war dies nur der Eisengroßhandel A. Druckenmüller mit Lagerplatz und Werkstatt am Geschäftssitz Hallesches Ufer 35. Ab 1872 kam die größere Eisenbauwerkstatt Pfeiffer & Druckenmüller oHG am Schöneberger Ufer 1 – 4 hinzu, die Druckenmüller gemeinsam mit dem Ingenieur Carl Pfeiffer betrieb und die um 1875 durch eine Wellblechfabrik ergänzt wurde. Durch neue Patente konnte das Wellblech einfacher verarbeitet werden, starke Verbreitung fanden die damals neuartigen Wellblech-Rolläden.
1891 wurde die Fabrikanlage auf ein auf ein größeres Grundstück von 2,5 Hektar verlagert. Es lag auf dem freien Feld in Schöneberg zwischen Ringbahn und Tempelhofer Weg, westlich der heutigen Wilhelm-Kabus-Straße in der Nähe vom heutigen Bahnhof Südkreuz. Als er 1896 starb, übernahm seine Ehefrau Agnes das Handelsgeschäft "A. Druckenmüller" am Halleschen Ufer und ihr Schwiegersohn Ernst Schellhaß die Fabrik, die inzwischen auch zum Alleinbesitz Druckenmüllers geworden war.
Die A. Druckenmüller GmbH entstand 1903 durch Fusion beider Unternehmen. Das Fabrikgelände in Schöneberg war inzwischen an der Grenze der Leistungsfähigkeit angekommen. Daher wurde im September 1907 ein 6,5 Hektar großes Industriegrundstück zwischen der Tempelhofer Bergholzstraße und dem Teltowkanal erworben und dort im hinteren (östlichen) Grundstücksteil eine Konstruktionshalle errichtet, die bereits im Juli 1908 nutzbar war. Im Jahre 1911 wurde die mit 73 Metern Länge und 63 Metern Breite die etwa gleich große sogenannte Stabeisenhalle auf der Westseite erbaut. Beide Hallen waren mit Kranbahnen verbunden. Die beiden alten Standorte wurden aufgegeben.
Noch im gleichen Jahr 1911 hatte die Friedrich Krupp AG eine Mehrheitsbeteiligung der A. Druckenmüller GmbH übernommen und besaß eine Kaufoption auf die restlichen Anteile von Frau Druckenmüller. Ihr Schwiegersohn Ernst Schellhaß gab 1912 die Geschäftsleitung auf. Nun wurde die GmbH von Krupp gesteuert, Ende 1921 kam sie vollständig in den Besitz der Krupp AG. Zur Zeit der Inflation 1923 kam die Geschäftstätigkeit fast zum Erliegen. Der Fuhrpark wurde 1924 von Pferdefuhrwagen auf Kraftfahrzeuge umgestellt. Danach begann eine Zeit guter Umsätze, die bis 1931 anhielt. 1925 wurde das Werksgelände vergrößert durch ein östlich anschließendes Grundstück. Um 1928 wurden zahlreiche Umbauten und Erweiterungen der Gebäude vorgenommen.
Im Jahre 1929 wurde die Firma in Krupp-Druckenmüller GmbH umbenannt. Auf dem östlichen Grundstücksteil wurde 1939 oder 1940 eine an den Tempelhofer Weg angrenzende U-Boot-Montagehalle errichtet, in der Metallteile für U-Boote geschweißt und montiert wurden.
Gegen Ende des Zweiten Weltkrieges kam es zu schweren Schäden durch Bombenangriffe. Im April 1944 wurden dabei zwei zwangsverpflichtete Frauen aus Osteuropa getötet, dies blieben die einzigen Todesopfer auf dem Werksgelände. Sofort nach Kriegsende kam es zur völligen Demontage der gesamten Werkseinrichtung und aller Lagerbestände durch die sowjetische Armee, noch bevor Anfang Juli 1945 mit die US-amerikanischen Besetzung der mühsame Neuaufbau begann. Typische Aufträge der ersten Nachkriegszeit waren die Bergung und Ausbesserung zerstörter Brücken, Neubauten waren wegen Materialmangels zunächst nicht möglich. Nach der Rückübertragung an die Krupp AG konnten mit Hilfe amerikanischer Aufbaukredite neue Maschinen angeschafft werden, erst um 1955 stand die Firma wieder auf der Höhe der früheren Leistungsfähigkeit.
Auf Initiative des langjährigen Geschäftsführers Hansjürgen Sontag (1961–1978) wurde die Krupp-Montex-Bauweise entwickelt, bei der Betondecken mit Stahlträgern verbunden werden. Dieses standardisierte Bausystem erwies sich als Verkaufserfolg, zunächst bei Parkhäusern, in den 1970er Jahren auch bei öffentlichen Neubauten wie z. B. Schulen. Der dabei verbaute asbesthaltige Brandschutz stellte später ein ernstes Problem dar.
Im Jahre 1986 kam es zu einer rechtlichen Verselbstständigung des Betriebes vom Mutterhaus. Dabei wurde der über 120 Jahre verwendete Berliner Traditionsname "Druckenmüller" gestrichen und die Firma in Krupp Stahlbau Berlin GmbH (KSB) umbenannt. 
Beispiele für ingenieurtechnisch herausragende Stahlkonstruktionen dieser Firma in Berlin sind:
- die Hangar- und Flugsteigdächer des Flughafens Tempelhof (1935/36)
- die Ausstellungshalle der Neuen Nationalgalerie (1965)
- das Dachtragwerk des Internationalen Congress Centrums (1970)
- die Überdachung des Velodrom (1995/96)[6]

Im Sommer 2001 gab die Thyssen-Krupp-Technologies (TKT), inzwischen Muttergesellschaft der KSB, die bevorstehende Schließung der Stahlbauproduktion in Berlin bekannt. Die Wirtschaftssenatorin Juliane Freifrau von Friesen versuchte erfolglos, die Produktionsstätte zu erhalten. Als letztes Bauwerk wurde die Anfang 2002 eröffnete Modersohnbrücke fertiggestellt. Im März 2002 wurde die Stahlbaufirma geschlossen. Das Projekt, danach eine Berliner Stahlbau-Union zu gründen, scheiterte.
Auf dem Fabrikgelände in Tempelhof sind fast alle Gebäude erhalten geblieben und stehen heute unter Denkmalschutz, zur Auflistung dieser Gebäude siehe Liste der Kulturdenkmale in Berlin-Tempelhof. Das Gelände wird heute von zahlreichen kleineren Gewerbebetrieben genutzt. In der ehemaligen U-Boot-Montagehalle befindet sich ein vom Tempelhofer Weg aus zugänglicher Lebensmittel-Discounter. 